# Кабус бен Саид
Кабус бен Саид Аль Саид (араб. قابوس بن سعيد آل سعيد‎; 18 ноября 1940, Салала — 10 января 2020, Маскат) — султан Маската (23 июля—9 августа 1970), а после объединения с имаматом Оман султан (1970—2020) и премьер-министр Омана (1972—2020).
Придя к власти в результате переворота, свергнув своего отца, Кабус приступил к проведению масштабных реформ в стране, которые охватили все стороны жизни султаната и кардинально изменили Оман. Он объединил имамат Оман и султанат Маскат в единое государство, а позже при поддержке Великобритании и шахского Ирана ему удалось подавить повстанческое движение в Дофаре. Провёл реформу образования, модернизировал службу внутренней безопасности и вооружённые силы страны. При Кабусе в 1996 году был принят первый Основной закон (конституция) Омана.

## Биография

### Наследник престола
Кабус родился 18 ноября 1940 года в Салале в семье султана Маската Саида бен Таймура и был его единственным сыном. Начальное образование он получил в Салале. В 1960 году Кабус поступил в Королевскую военную академию в Сандхерсте, по окончании которой два года прослужил в пехотном батальоне английской армии, а затем окончил курсы начальников штабов в Германии и прошёл специальную подготовку по изучению системы местного самоуправления в Великобритании.
После увольнения из армии изучал деятельность органов местного самоуправления Великобритании и совершил кругосветное путешествие. Вернулся в родную страну в 1964 году. На следующий год был посажен под домашний арест по приказу отца-султана (в официальной биографии про период домашнего ареста говорится, что в это время Кабус бен Саид изучал ислам и историю родной страны и оманского народа). Находясь под арестом, Кабус бен Саид имел возможность принимать отдельных гостей из Великобритании, вместе с которыми он готовил заговор с целью свержения своего отца.

### Дворцовый переворот 1970 года
23 июля 1970 года бескровный дворцовый переворот удался — правящий султан отрёкся в пользу сына, и Кабус бен Саид взошёл на престол, а также занял должности премьер-министра, министра иностранных дел и министра обороны.
8 августа султан сформировал новый кабинет министров во главе со своим дядей Тариком бен Теймуром, а на следующий день Кабус объявил, что отныне возглавляемое им государство будет называться «Султанат Оман». В 1971 году султан, ранее имевший титул «его высочество», принял титул «его величество».

### Внутренняя политика
Отец Кабуса султан Саид бен Теймур был человеком старых взглядов. В годы его правления Оман не вступал в какие-либо международные организации, в стране сохранялся средневековый уклад, фактически отсутствовали системы образования и здравоохранения.
В отличие от своего отца, султан Кабус не боялся новшеств. По его распоряжению в 1970 году вышло в эфир «Радио Омана», ведущее передачи из Маската на арабском и английском языках. Тогда же о себе заявило «Радио Саляля», вещающее на арабском языке. Пять лет спустя появилось телевидение, которое было ориентировано на соблюдение моральных постулатов ислама. В 1976 году началось строительство центра спутниковой связи.
С 1972 года начали выходить ежедневные газеты на арабском языке: «Оман», издаваемая министерством информации, и «Аль-Ватан» (рус. Родина). До этого времени средства массовой информации Омана не имели своих зарубежных корреспондентов, а въезд иностранных журналистов разрешался только на короткий период для освещения каких-либо событий.
Благодаря решительным действиям султана при поддержке Великобритании и шахского Ирана в 1976 году был разгромлен сепаратистский Фронт освобождения Дофара, с 1965 года пытавшийся отколоть от Омана провинцию Дофар и создать там режим, подконтрольный Южному Йемену.
Глубокие реформы охватили буквально все стороны жизни султаната. Кабус учредил несколько новых министерств (в том числе нефти, социальных дел и др.), реорганизовал местную и центральную администрации: страна была разделена на 41 провинцию, во главе каждой из которых встал вали (губернатор), назначаемый султаном; такое административное устройство основательно подорвало влияние местных шейхов. Много внимания новый султан уделил вооружённым силам. Армия получила современную бронетехнику, самолёты и боевые корабли. Жалование солдатам и офицерам было повышено в несколько раз. Что касается экономики, то здесь Кабус проводил политику всемерной поддержки частного предпринимательства. Главный источник пополнения казны в Омане — это торговля нефтью, запасы которой в султанате весьма значительны (хотя и не так велики, как в Саудовской Аравии). Основная часть нефтедобывающих и нефтеперерабатывающих предприятий находятся в личной собственности султана и приносят ему ежегодно десятки миллиардов долларов дохода. Однако Кабус отказался от вложения этих денег в экономику западных стран или от строительства предприятий тяжёлой индустрии. Полученные от продажи нефти средства он пустил на создание мощной инфраструктуры, на повышение жизненного уровня населения, а также на создание предприятий по добыче других полезных ископаемых (меди, хрома, угля, асбеста).
С начала 1970-х годов в Омане развернулось интенсивное строительство первоклассных автомобильных дорог. Автострады пересекли страну в самых разных направлениях. В городах на месте старых глинобитных построек выросли новые жилые кварталы, деловые центры, кинотеатры, банки, супермаркеты и административные здания. Страну опоясали линии электропередач. С помощью артезианских скважин началось обводнение пустыни и развитие поливного земледелия. Каждый год огромные суммы султан расходует на финансирование социальных программ. Уже за первые 16 лет правления Кабуса было построено более 500 школ и несколько десятков первоклассных больниц, — если в 1970 году в султанате имелась только одна больница на 12 коек, то через пятнадцать лет в распоряжении министерства здравоохранения находилось 15 больниц, 21 медицинский центр, 4 родильных дома, 74 поликлиники, 35 передвижных медицинских бригад. В 1986 году открылся национальный университет. Первые вузы Омана создавались как государственные учреждения. Только в 1995/96 году открылся первый частный вуз страны — колледж, который принял тогда 150 студентов. Сеть частных вузов быстро разрослась — в 2008/2009 учебном году в Омане функционировали 24 частных вуза (5 университетов и 19 колледжей), где обучались 33,5 тыс. студентов. Большинство студентов частных вузов (57,7 % в 2008/09 учебном году) составляли женщины. Большинство (95,7 % в 2008/09 учебном году) студенты частных вузов Омана — местные жители, также есть немного граждан других стран Персидского залива. Хотя в частных вузах Омана в 2009 году трудился 1391 преподаватель, но почти все они были иностранцами (оманцев среди них только 12,8 %). Многие оманцы получают образование за рубежом — например, в 2005 году только в неарабских странах было 2251 студентов из Омана.
В настоящее время образование и здравоохранение для всех оманцев бесплатные. Жильё также практически бесплатно. Тем не менее, большинство студентов частных вузов (63 % в 2008/2009 учебном году) обучались за счёт собственных средств.
Всем гражданам предоставляется беспроцентный заём на покупку собственных домов (проценты банкам выплачивает государство).
В 1973 году был построен международный аэропорт, а через год — современный морской порт.
Первые шаги султана Кабуса были впечатляющими. Однако не всё шло так, как этого хотел монарх. В середине 1970-х он понял, что назрела необходимость внедрения в экономику плановых начал. При его непосредственном участии был создан Совет национального развития, который разработал первый пятилетний план развития на 1976—1980 годы. Вслед за ним последовали очередные «пятилетки».
В 1981 году Кабус сформировал Консультативный совет, который в 1991 году был преобразован в Совет шуры. В ноябре 1996 года султан Кабус подписал первый Основной закон (конституцию) Омана, которым определены полномочия султана и порядок престолонаследия. Конституция предусматривает создание единого представительного и консультативного органа — Совета Омана, а также впервые провозглашает основные права граждан.
| Показатели                                                  | 2003  | 2004  | 2005   | 2006   | 2007   |
| ----------------------------------------------------------- | ----- | ----- | ------ | ------ | ------ |
| ВВП, млрд $ в текущих ценах                                 | 21,78 | 24,77 | 30,92  | 35,73  | 40,06  |
| ВВП на душу населения, $ в текущих ценах                    | 8860  | 9990  | 12 335 | 14 030 | 15 590 |
| Прирост реального ВВП, %                                    | 2,0   | 5,3   | 6,0    | 6,8    | 6,4    |
| Инфляция, %                                                 | 0,2   | 0,7   | 1,9    | 3,2    | 5,5    |
| Экспорт, % ВВП                                              | 56,5  | 57,0  | 63,3   | н/д    | 56,7   |
| Импорт, % ВВП                                               | 37,9  | 42,9  | 35,9   | н/д    | 27,1   |
| Цена на нефть марки Oman Blend на начало года, $ за баррель | 27,7  | 28,5  | 35,5   | 56,4   | 57,2   |

### Война в Дофаре
В 1965 году один из племенных шейхов Муссалим ибн Нафл, недовольный сложившимся положением дел, сформировал Фронт освобождения Дофара, который начал вооружённую борьбу против султана. Стремясь окончательно подавить вооружённую оппозицию на юге страны, Кабус обратился за помощью к иранскому шаху Мохаммеду Реза Пехлеви. 23 декабря 1973 года 4 тыс. иранских парашютистов при поддержке английской авиации предприняли совместное наступление в Дофаре.

### Внешняя политика
В декабре 1971 года Кабус нанёс визит в Саудовскую Аравию, в ходе которого ему удалось достигнуть договорённости с королём Фейсалом о налаживании тесного сотрудничества в борьбе против национально-патриотических сил Аравийского полуострова. Эр-Рияд не только встал на сторону султана, но и прервал прежние контакты со сторонниками имамата и имамом Галебом бен Али.
Султан Кабус — один из немногих арабских лидеров, поддержавших Кемп-Дэвидские соглашения 1978 года о предоставлении ограниченного самоуправления палестинцам Западного берега реки Иордан и сектора Газа. Оман поддерживает усилия США, направленные на урегулирование арабо-израильских отношений.
В 1985 году между Оманом и США было заключено соглашение о сотрудничестве в области безопасности, в соответствии с которым США получили право на размещение в Омане ограниченного контингента военно-воздушных и военно-морских сил, а также на введение войск при возникновении чрезвычайных обстоятельств. Во время войны 1991 года в Персидском заливе Оман стал одной из военных баз сил антииракской коалиции.
В конце 1992 года Оман ратифицировал соглашение о демаркации границы с Йеменом, а в 1995 году заключил соглашение о демаркации границы с Саудовской Аравией. Были урегулированы также все пограничные вопросы с Объединёнными Арабскими Эмиратами. В 1994 году в Маскате было открыто торговое представительство Израиля.
В целом, проводил взвешенную разнонаправленную миролюбивую политику.

## Личная жизнь
Среди увлечений султана Кабуса были: литература, музыка, верховая езда. Одно из его хобби — любительское радио, его позывной был A41AA.

### Семья
22 марта 1976 года Кабус женился на младшей дочери своего двоюродного брата Саиде Навваль аль-Саид, известной также как Камила (20.11.1950 г.р.). Брак оказался бездетным и закончился разводом в 1979 году.
Потомства султан не оставил. Наиболее влиятельными после султана и его супруги членами правящей фамилии являлись мать правящего султана Мазун аль-Машани (1925—1992) и его сестра Саида Умайма бен Сайд аль-Саид (1934—2002).

### Болезнь и кончина
С 2015 года султан был болен раком толстого кишечника и проходил лечение. 14 декабря 2019 после лечения в бельгийском госпитале Universitair Ziekenhuis Leuven ему было сообщено, что болезнь перешла в терминальную стадию и ему осталось недолго жить. Султан вернулся домой, поскольку хотел умереть на родине. 10 января 2020 года султан скончался в возрасте 79 лет. На следующий день правительство объявило о трёхдневном периоде национального траура и что государственные флаги будут приспущены в течение 40 дней.
По сообщению государственного телевидения Омана, после смерти султана Кабуса власти вскрыли письмо, в котором преемником был назван его двоюродный брат, ранее работавший министром наследия и культуры страны Хейсам бен Тарик Аль Саид.

## Звания и титулы
- до 9 августа 1970 — Sultan Masqat wa `Uman (Султан Маската и Омана);
- с 9 августа 1970 — Sultan `Uman (Султан Омана и зависимых территорий)
- с 1971 — His Majesty Sultan 'Uman (Его Величество Султан Омана и зависимых территорий)
- фельдмаршал (1970, Оман)
- маршал Королевских ВВС Омана (1970)
- адмирал флота (1970, Оман)
- 1974 — Верховный командующий полиции Омана
- генерал (Великобритания, почётное звание)

### Награды
| Страна | Дата                            | Награда                                    | Награда                                    | Литеры |
| ------ | ------------------------------- | ------------------------------------------ | ------------------------------------------ | ------ |
| Оман   | 1982 — 10 января 2020           | Суверен ордена Аль-Саид                    | Суверен ордена Аль-Саид                    |        |
| Оман   | 23 июля 1970 — 10 января 2020   | Суверен ордена Омана                       | Суверен ордена Омана                       |        |
| Оман   | 1974 — 10 января 2020           | Суверен ордена Возрождения                 | Суверен ордена Возрождения                 |        |
| Оман   | 1985 — 10 января 2020           | Суверен ордена Султана Кабуса              | Суверен ордена Султана Кабуса              |        |
| Оман   | 1982 — 10 января 2020           | Суверен ордена Н’Омана                     | Суверен ордена Н’Омана                     |        |
| Оман   | — 10 января 2020                | Суверен ордена Культуры, науки и искусства | Суверен ордена Культуры, науки и искусства |        |
| Оман   | — 10 января 2020                | Суверен ордена Заслуг Султана Кабуса       | Суверен ордена Заслуг Султана Кабуса       |        |
| Оман   | — 10 января 2020                | Суверен ордена Заслуг                      | Суверен ордена Заслуг                      |        |
| Оман   | 1990 — 10 января 2020           | Суверен ордена Признания                   | Суверен ордена Признания                   |        |
| Оман   | 18 ноября 1995 — 10 января 2020 | Суверен ордена «За усердие»                | Суверен ордена «За усердие»                |        |

| Страна            | Дата вручения                  | Награда                                                                                                 | Награда                                                                                                 | Литеры   |
| ----------------- | ------------------------------ | --- | --- | -------- |
| Бахрейн           | —                              | Кавалер Большой цепи ордена аль-Халифа                                                                  | Кавалер Большой цепи ордена аль-Халифа                                                                  |          |
| Германия          | —                              | Кавалер Большого креста специального класса ордена «За заслуги перед Федеративной Республикой Германия» | Кавалер Большого креста специального класса ордена «За заслуги перед Федеративной Республикой Германия» |          |
| Индонезия         | —                              | Кавалер ордена «Звезда Республики Индонезии» 1 класса                                                   | Кавалер ордена «Звезда Республики Индонезии» 1 класса                                                   |          |
| Иордания          | —                              | Кавалер орденской цепи Хусейна ибн Али                                                                  | Кавалер орденской цепи Хусейна ибн Али                                                                  |          |
| Катар             | —                              | Кавалер цепи ордена Независимости                                                                       | Кавалер цепи ордена Независимости                                                                       |          |
| Ливан             | —                              | Кавалер Большой ленты специального класса ордена Заслуг                                                 | Кавалер Большой ленты специального класса ордена Заслуг                                                 |          |
| ОАЭ               | —                              | Кавалер цепи ордена Федерации                                                                           | Кавалер цепи ордена Федерации                                                                           |          |
| Саудовская Аравия | —                              | Кавалер ордена Великого Бадра                                                                           | Кавалер ордена Великого Бадра                                                                           |          |
| Сирия             | —                              | Кавалер ордена Омейядов 1 класса                                                                        | Кавалер ордена Омейядов 1 класса                                                                        |          |
| Тунис             | —                              | Кавалер Большой ленты ордена Независимости                                                              | Кавалер Большой ленты ордена Независимости                                                              |          |
| Япония            | —                              | Кавалер цепи ордена Хризантемы                                                                          | Кавалер цепи ордена Хризантемы                                                                          |          |
| Иран              | 14 октября 1971 —              | Юбилейная медаль 2500-летия основания Персидской империи                                                | Юбилейная медаль 2500-летия основания Персидской империи                                                |          |
| Италия            | 22 апреля 1974 —               | Кавалер Большого креста декорированного лентой ордена «За заслуги перед Итальянской Республикой»        | Кавалер Большого креста декорированного лентой ордена «За заслуги перед Итальянской Республикой»        |          |
| Иран              | 3 марта 1974 —                 | Кавалер цепи ордена Пехлеви                                                                             | Кавалер цепи ордена Пехлеви                                                                             |          |
| Египет            | 1976 —                         | Кавалер цепи ордена Нила                                                                                | Кавалер цепи ордена Нила                                                                                |          |
| Великобритания    | 8 июля 1976 —                  | Почётный кавалер Большого креста ордена Святых Михаила и Георгия                                        | Почётный кавалер Большого креста ордена Святых Михаила и Георгия                                        | GCMG     |
| Великобритания    | 28 февраля 1979 —              | Почётный кавалер Большого креста Королевского Викторианского ордена                                     | Почётный кавалер Большого креста Королевского Викторианского ордена                                     | GCVO     |
| Великобритания    | 18 марта 1982 —                | Почётный кавалер Большого креста ордена Бани                                                            | Почётный кавалер Большого креста ордена Бани                                                            | GCB      |
| Великобритания    | 19 марта 1984 —                | Бейлиф Большого креста                                                                                  | ордена Святого Иоанна                                                                                   | G.C.St.J |
| Великобритания    | 8 октября 1976 — 19 марта 1984 | Рыцарь Справедливости и Милосердия                                                                      | ордена Святого Иоанна                                                                                   | K.St.J   |
| Бруней            | 15 декабря 1984 —              | Кавалер Королевского семейного ордена Короны Брунея                                                     | Кавалер Королевского семейного ордена Короны Брунея                                                     | DKMB     |
| Испания           | 13 декабря 1985 —              | Кавалер цепи ордена Изабеллы Католической                                                               | Кавалер цепи ордена Изабеллы Католической                                                               |          |
| Франция           | 31 мая 1989 —                  | Кавалер Большого креста ордена Почётного легиона                                                        | Кавалер Большого креста ордена Почётного легиона                                                        |          |
| Малайзия          | 1991 —                         | Кавалер ордена Короны Королевства                                                                       | Кавалер ордена Короны Королевства                                                                       | DMN      |
| ЮАР               | 1999 —                         | Кавалер Большого креста ордена Доброй Надежды                                                           | Кавалер Большого креста ордена Доброй Надежды                                                           |          |
| Казахстан         | 2001 —                         | Кавалер ордена Достык 1 степени                                                                         | Кавалер ордена Достык 1 степени                                                                         |          |
| Пакистан          | 21 апреля 2001 —               | Кавалер ордена «Нишан-е-Пакистан»                                                                       | Кавалер ордена «Нишан-е-Пакистан»                                                                       | NPk      |
| Австрия           | 31 марта 2001 —                | Кавалер Большой звезды Почёта «За заслуги перед Австрийской Республикой»                                | Кавалер Большой звезды Почёта «За заслуги перед Австрийской Республикой»                                |          |
| Саудовская Аравия | 23 декабря 2006 —              | Кавалер цепи                                                                                            | ордена короля Абдель-Азиза                                                                              |          |
| Саудовская Аравия | декабрь 1971 — 23 декабря 2006 | Кавалер Большой ленты                                                                                   | ордена короля Абдель-Азиза                                                                              |          |
| Сингапур          | 12 марта 2009 —                | Кавалер ордена Темасека 1 класса                                                                        | Кавалер ордена Темасека 1 класса                                                                        | DUTI     |
| Кувейт            | 28 декабря 2009 —              | Кавалер орденской цепи Мубарака Великого                                                                | Кавалер орденской цепи Мубарака Великого                                                                |          |
| Великобритания    | 7 ноября 2010 —                | Почётный кавалер Королевской Викторианской цепи                                                         | Почётный кавалер Королевской Викторианской цепи                                                         |          |
| Нидерланды        | 2012 —                         | Кавалер Большого креста ордена Нидерландского льва                                                      | Кавалер Большого креста ордена Нидерландского льва                                                      |          |